# 제풀이
제풀이 또는 자귀석(自歸釋)이란 한자의 새김(훈)을 그 한자로 이루어진 합성어나 그 단어자체를 가지고 풀이한 경우를 말한다. 예를 들어 兄을 형 형이라고 풀이하거나, 世를 세상(世上) 세로 풀이하는 것이 제풀이이다. 한자의 새김은 그 한자 뜻에 대응하는 한국어(고유어)의 1차번역인데, 제풀이가 발생하는 이유는 한자에 대응하는 기존의 사물이나 개념이 없는 경우 이를 새로 받아들인 경우와 한자에 대응하는 고유어가 쇠퇴하여 고유어를 밀어낸 경우 두 가지 경우가 있다. 通의 경우 중세어에 사맟다 라는 동사가 있었으나, 이 단어가 사라지자 "통하다"라는 제풀이로 바뀌었으며, 妾도 이에 해당하는 "시앗"이나 "고마"같은 단어가 사라지자, 그대로 첩이 제풀이 새김으로 쓰이고 있는 경우이다. 제풀이는 해당 고유어의 소실은 물론, 한자어 뜻풀이를 같은 한자어로 하게 되는 문제점이 있다. 예를 들어 한자 盛의 뜻을 살펴보려고 자전을 찾아보면 성(盛)하다로 풀이되어 있고, 무성(茂盛)하다
성대(盛大)하다등의 풀이가 실려 있는데, 이것은 盛이란 한자의 뜻을 그 한자 형태소가 이미 들어간 다른 단어의 뜻에서 미루어 짐작하게 되는 것이다. 중세 한국어의 고유어인 바드롭다를 밀어내고 자리잡은 위험하다란 동사도 危란 한자의 풀이를 알려면 결국 위험이나 위태같은 다른 2음절의 한자어를 빌려서 알 수 밖에 없다. 여기에서 단어의 의미 전달에 문제가 없으려면 음절이 2음절 이상으로 늘어나 안정화되어야 한다는 점을 알 수 있으며, 한자풀이는 결국 돌고 도는 관계에 있고, 그 과정에서 2음절의 짧은 한자 합성어를 쓰다가 풀이에만 쓰고 직접 말하면서 쓰지 않게 된 고유어들은 시간이 지날수록 힘을 잃어버리게 되었음을 알 수 있다.